# Asun Ortega
Asunción Ortega Vidal (nacida el 8 de octubre de 1981) es una actriz y modelo española.

## Biografía

### Primeros años y carrera como actriz
Ortega habla español, alemán e inglés con fluidez y ha actuado en los tres idiomas. Estudió en el Estudio Ivana Chubbuck y también con la actriz Patricia Velásquez.
Hizo su debut cinematográfico en 2007 en la película de bajo presupuesto Chicano Blood, dirigida por Damian Chapa. Ortega tuvo un papel secundario en la película Mi Padre, dirigida por Giancarlo Candiano.
Desde entonces ha trabajado con Evan Georgiades en God's Complex (2008) y Tom Madigan en Unfortunate Twilight (2008). También apareció en comerciales de televisión.
Protagonizó Nuns Nude With Big Guns como la hermana Sarah, el papel principal.
Más recientemente protagonizó el último esfuerzo como director de Zalman King, Pleasure or Pain.

## Filmografía
| Año  | Título                               | Papel              | Notas                  |
| ---- | ------------------------------------ | ------------------ | ---------------------- |
| 2007 | Chicano Blood                        | Lena               |                        |
| 2007 | Mi Padre                             | Angela             |                        |
| 2007 | The Latin Beauty                     | The Latin Beauty   |                        |
| 2007 | Allan muerte al final de la pelicula | Empleada del hotel | Película de televisión |
| 2007 | Noir                                 | Novia              | Cortometraje           |
| 2007 | Police Code                          | Lead               | Video                  |
| 2008 | Unfortunate Twilight                 | La Seductora       |                        |
| 2008 | Bikini Killers Club                  | Alexis             | Serie de televisión    |
| 2008 | Grand Theft Auto                     | Seidi              |                        |
| 2010 | Nude Nuns with Big Guns              | Hermana Sarah      |                        |
| 2011 | Martyrs                              | Líder cristiana    | Cortometraje           |
| 2013 | Pleasure or Pain                     | Chica de Barcelona |                        |

## Discografía
- "Wifey" – Asun Ortega / Mba Shakoor – Octubre de 2007[3]